# Artistas Intérpretes, Sociedad de Gestión
Artistas Intérpretes, Entidad de Gestión de Derechos de Propiedad Intelectual (AISGE) es la entidad que gestiona en España los derechos de propiedad intelectual de los actores, dobladores, bailarines y directores de escena. El Ministerio del Interior la autorizó como asociación el 20 de septiembre de 1990. Y al amparo de la Ley de Propiedad Intelectual, fue autorizada como entidad de gestión por una orden del Ministerio de Cultura del 30 de noviembre de 1990 (publicada en el BOE el 8 de diciembre de ese año). Pueden ser socios de AISGE los artistas cuyas actuaciones hayan sido fijadas en soporte audiovisual.El alta es completamente gratuita.    
Sin ánimo de lucro, AISGE está regida por un Consejo de Administración que integran 20 consejeros. Este órgano se elige democráticamente y se renueva cada cuatro años a través de un proceso electoral. Desde junio de 2018 lo preside el actor Emilio Gutiérrez Caba, que sucedió a la actriz Pilar Bardem tras 16 años en el cargo.       

## Funciones
Los artistas cuyas actuaciones o interpretaciones hayan sido fijadas en un soporte audiovisual recibirán una cantidad económica proporcional al trabajo que realicen en dicha obra audiovisual. La entidad también protege y defiende los derechos morales de sus socios. Además, AISGE promueve actividades de carácter asistencial y promocional entre sus asociados. De esta labor se encarga la Fundación AISGE.

## Polémicas
En 2009 destacó su pretensión de cobrar el canon digital a los hospitales privados por poner la televisión a los enfermos, demanda que finalmente fue desestimada por la Justicia.